# Cowpens
Cowpens é uma cidade  localizada no estado norte-americano de Carolina do Sul, no Condado de Spartanburg.

## Demografia
Segundo o censo norte-americano de 2000, a sua população era de 2279 habitantes.
Em 2006, foi estimada uma população de 2354, um aumento de 75 (3.3%).

## Geografia
De acordo com o United States Census Bureau tem uma área de
6,0 km², dos quais 6,0 km² cobertos por terra e 0,0 km² cobertos por água. Cowpens localiza-se a aproximadamente 249 m acima do nível do mar.

## Localidades na vizinhança
O diagrama seguinte representa as localidades num raio de 16 km ao redor de Cowpens.